# 日本テレビ水曜7時枠連続ドラマ
日本テレビ水曜7時枠連続ドラマ（にほんテレビすいようしちじわくれんぞくドラマ）は、過去6期にわたって日本テレビ系列局が編成していたテレビドラマ放送枠である。

## 概要
1960年代前半までは『ビーバーちゃん』などの海外作品を中心に放送し、稀に時代劇も放送していたが、同年代後半からは特撮番組が主流になった。1974年3月放送の『スーパーロボット レッドバロン』最終回をもってこの枠は長らく中断していたが、13年半後の1987年10月に放送枠を30分から54分に拡大した上で再度編成された。しかし、帯番組『追跡』の枠確保のために半年で解体された。
2023年現在は『有吉の壁』がバラエティ番組枠が放送されている。

## 編成時間
いずれも日本標準時。
- 水曜 19:00 - 19:30 （第1期 - 第5期）
- 水曜 19:00 - 19:54 （第6期）

## 放送作品一覧

### 第1期
- ビーバーちゃん（1959年1月7日 - 1960年1月13日） - 海外作品。
- ジスマンドーソン（1960年1月20日 - 1960年9月28日） - 海外作品。
- まぼろし城（和田孝主演版）（1960年10月5日 - 1961年4月26日）

### 第2期
- ジャングルパトロール（1962年6月6日 - 1963年2月20日） - 海外作品。
- ジェットファイター（1963年2月27日 - 1963年10月23日） - 海外作品。
- 月姫峠（1963年10月30日 - 1963年12月11日） - 月曜18:15枠から移動。この作品から読売テレビ製作。
- 舞姫さま（1963年12月18日 - 1964年7月8日） - この作品まで読売テレビ製作。

### 第3期
- 続アッちゃん（1965年8月4日 - 1966年3月30日） - 火曜21:30枠から移動。

### 第4期
- 極楽コンビ ローレル&ハーディ（1966年10月5日 - 1966年11月2日） - 海外作品。
- 快獣ブースカ（1966年11月9日 - 1967年9月27日）

### 第5期
- 白獅子仮面（1973年4月4日 - 1973年6月27日）
- スーパーロボット レッドバロン（1973年7月4日 - 1974年3月27日）

### 第6期
- 恋はハイホー! （1987年10月21日 - 1988年1月27日） - この作品から19:00 - 19:54に放送。
- 太陽の犬（1988年2月3日 - 1988年3月23日）

参考：読売新聞縮刷版 ラジオ・テレビ欄（1959年 - 1988年）